# Герман Грайнер
Георг-Герман Грайнер (нім. Georg-Hermann Greiner; 2 січня 1920, Гайденгайм — 26 вересня 2014, Ванген-в-Алльгої) — німецький льотчик-ас нічної винищувальної авіації, гауптман люфтваффе. Кавалер Лицарського хреста Залізного хреста з дубовим листям.

## Біографія
Грайнер народився 2 січня 1920 року в маленькому баварському містечку Гайденгайм, що в Середній Франконії. Він був третьою дитиною Альбрехта та Софії Грайнер. 1 жовтня 1938 року вступив в люфтваффе. Після закінчення авіаційного училища 1 жовтня 1941 року зарахований в 2-гу групу 1-ї ескадри нічних винищувачів. З січня 1942 року служив в 4-й ескадрильї 2-ї ескадри нічних винищувачів. Учасник боїв над Ла-Маншем і Францією. З 1 жовтня 1942 року служив в 10-й ескадрильї 1-ї ескадри нічних винищувачів. В жовтні-грудні 1943 року служив у випробувальній ескадрильї повітряних спостерігачів. З березня 1944 року — командир 11-ї ескадрильї, з 1 листопада 1944 року —4-ї групи своєї ескадри. 5 січня 1945 року протягом 10 хвилин збив 3 «Ланкастери» і 1 «Галіфакс». В ніч на 7 березня 1945 року був важко поранений і більше не брав участі у бойових діях.
Всього за час бойових дій здійснив  204 бойові вильоти і збив 51 ворожий літак, в тому числі 4 чотиримоторні бомбардувальники вдень (решту літаків збив вночі).

## Звання
- Фанен-юнкер (20 березня 1939)
- Лейтенант (1 жовтня 1941)
- Оберлейтенант (20 квітня 1942)
- Гауптман (1 листопада 1944)

## Нагороди
- Нагрудний знак пілота (30 жовтня 1939)
- Залізний хрест
  - 2-го класу (26 червня 1942)
  - 1-го класу (1 червня 1943)
- Авіаційна планка далекого нічного винищувача
  - в бронзі (1 жовтня 1942)
  - в сріблі (4 вересня 1943)
  - в золоті (15 лютого 1944)
  - в золоті з підвіскою «200» (20 квітня 1945)
- Почесний Кубок Люфтваффе (26 грудня 1943)
- Німецький хрест в золоті (29 березня 1944)
- Лицарський хрест Залізного хреста з дубовим листям
  - лицарський хрест (27 липня 1944) — за 35 нічних перемог.
  - дубове листя (№840; 17 квітня 1945) — за 126 бойових вильотів, 46 нічних і 4 денні перемоги.